# Sedlo pod Hnilickou Kýčerou
Sedlo pod Hnilickou Kýčerou je horské sedlo na hlavním hřebeni Lúčanské Malé Fatry v nadmořské výšce 1028 m a oblíbené bivakovací místo.

## Turismus
Nachází se pod Hnilickou Kýčerou (1218 m), která je výborným vyhlídkovým bodem. Sestup z vrcholu do sedla patří mezi nejstrmější v celé Lúčanské Malé Fatře a hlavně v období dešťů je těžko průchodný. V sedle je křižovatka značených turistických tras červené (hřeben) a zelené (Valča – Rajec) a pěkný dřevěný kříž.
Několik desítek metrů od kříže po zelené značce směrem do Rajce je upraven pramen pitné vody. Sedlo je vyhledávaným bivakovacím místem, protože se nachází přibližně v polovině hřebene této části Malé Fatry.

## Přístup
- po  značce po hlavním hřebeni z Hnilické Kýčery nebo sedla pod Úplazom přes Úplaz
- po  značce z obce Valča nebo Kamenné Poruby

## Zajímavosti
Dne 15. listopadu 1944 zde v sedle v boji s nacisty zemřel komunistický funkcionář a politruk partyzánské skupiny Ľudovít Rauch.